# Détachement de corps A
Le Détachement de corps A (Korps-Abteilung A en allemand) était une unité militaire — formation d'infanterie de la taille d'une division — de l'Armée de terre allemande (Heer) de la Wehrmacht pendant la Seconde Guerre mondiale.

## Historique
Le Korps-Abteilung A est formé le 2 novembre 1943 dans le Heeresgruppe Süd, à partir des rescapés de la 161. Infanterie-Division, 293. Infanterie-Division et 355. Infanterie-Division initialement connu sous le nom de Kampfgruppe 161.
 
Son état-major provient de la 161. Infanterie-Division.
Il est renommé 161. Infanterie-Division le 27 juillet 1944.

## Hiérarchie des unités
| Nom          | Nbre d'hommes       | Unités subalternes                | Grade de commandement                 |
| ------------ | ------------------- | --------------------------------- | ------------------------------------- |
| Heeresgruppe | + 300 000           | 2 à + Armeen (Armées)             | Generaloberst ou Generalfeldmarschall |
| Armee        | + 100 000 - 300 000 | 2 à + Armeekorps (Corps d'armées) | General ou Generaloberst              |
| Armeekorps   | + 30 000 - 80 000   | 2 à + Divisionen (Division)       | Generalleutnant ou General            |
| Division     | + 10 000 – 20 000   | 2 à 6 Brigaden (Brigade)          | Generalmajor ou Generalleutnant       |
| Brigade      | + 3 000 – 5 000     | jusqu'à 3 Regimentern (Régiment)  | Oberst ou Generalmajor                |

## Organisation

### Commandants successifs
| Date                               | Grade                  | Commandant                           |
| ---------------------------------- | ---------------------- | ------------------------------------ |
| 2 novembre 1943 - 1er février 1944 | General der Infanterie | Kurt Freiherr von Hammerstein-Equord |
| 1er février 1944 - 27 juillet 1944 | Generalmajor           | Dipl.-Ing. Paul Drekmann             |

### 1. Generalstabsoffizier (Ia)
| Date                              | Grade               | Commandant                         |
| --------------------------------- | ------------------- | ---------------------------------- |
| 20 janvier 1944 - 25 juillet 1944 | Oberstleutnant i.G. | Wilhelm Hofmann                    |
| 25 juillet 1944 - 27 juillet 1944 | Major i.G.          | Arwed-Fedor Freiherr von Puttkamer |

## Théâtre d'opérations
Front de l'Est, secteur sud : décembre 1943 - juillet 1944.

## Ordre de batailles

### Rattachement d'Armées
| Date     | Armeekorps       | Armée          | Groupe d'Armées         |
| -------- | ---------------- | -------------- | ----------------------- |
| 1943     |                  |                |                         |
| Décembre | LVII. Armeekorps | 1. Panzerarmee | Heeresgruppe Süd        |
| 1944     |                  |                |                         |
| Février  | LII. Armeekorps  | 8. Armee       | Heeresgruppe Süd        |
| Mars     | LII. Armeekorps  | 6. Armee       | Heeresgruppe A          |
| Avril    | LII. Armeekorps  | 6. Armee       | Heeresgruppe Südukraine |
| Mai      | XXXX. Armeekorps | 6. Armee       | Heeresgruppe Südukraine |
| Juin     | LII. Armeekorps  | 6. Armee       | Heeresgruppe Südukraine |

### Unités subordonnées
- Stab [Stab 161. Inf.Div]
- Divisions-Gruppe 161 [Stab Gren.Rgt 371]
  - Regiments-Gruppe 336 [II./Gren.Rgt 336]
  - Regiments-Gruppe 371 [II./Gren.Rgt 371]
- Divisions-Gruppe 293 [Stab Gren.Rgt 512]
  - Regiments-Gruppe 511 [II./Gren.Rgt 511]
  - Regiments-Gruppe 512 [II./Gren.Rgt 512]
- Divisions-Gruppe 355 [Stab Gren.Rgt 866]
  - Regiments-Gruppe 510 [I./Gren.Rgt 510 / 293.ID]
  - Regiments-Gruppe 866 [I./Gren.Rgt 866]
- Divisions-Füsilier-Bataillon 161 [I./Gren.Rgt 364 / 161.ID]
- Artillerie-Regiment 241
  - I. Abteilung [I./Art.Rgt 355]
  - II. Abteilung [II./Art.Rgt 241]
  - III. Abteilung [III./Art.Rgt 293]
  - IV. Abteilung [IV./Art.Rgt 241]
- Panzerjäger-Abteilung 241
- Pionier-Bataillon 241
- Nachrichten-Abteilung 241
- Feldersatz-Bataillon 241
- Nachschubtruppen 241

## Source
- Korps-Abteilung A, sur Lexikon-der-wehrmacht.de.